# 자메이카의 총리

자메이카의 국장

자메이카의 총리(영어: Prime Minister of Jamaica)는 자메이카를 통치하는 최고 실권자이자 행정 수반이다. 현재 총리는 앤드류 홀네스이며, 2016년 3월 3일에 취임하였다.

## 역대 총리 목록
| 대 | 사진 | 이름 (출생연도-사망연도)        | 임기             | 임기             | 정당            | 기타        |
| 대 | 사진 | 이름 (출생연도-사망연도)        | 취임일           | 퇴임일           | 정당            | 기타        |
| -- | ---- | ------------------------------- | ---------------- | ---------------- | --------------- | ----------- |
| 1  |      | 알렉산더 부스타만티 (1884-1977) | 1962년 8월 6일   | 1967년 2월 23일  | 자메이카 노동당 |             |
| 2  |      | 도널드 생스터 (1911-1967)       | 1967년 2월 23일  | 1967년 4월 11일  | 자메이카 노동당 | 임기중 사망 |
| 3  |      | 휴 시어러 (1923-2004)           | 1967년 4월 11일  | 1972년 3월 2일   | 자메이카 노동당 |             |
| 4  |      | 마이클 맨리 (1924-1997)         | 1972년 3월 2일   | 1980년 11월 1일  | 인민민족당      |             |
| 5  |      | 에드워드 시거 (1930-2019)       | 1980년 11월 1일  | 1989년 2월 10일  | 자메이카 노동당 |             |
| 6  |      | 마이클 맨리 (1924-1997)         | 1989년 2월 10일  | 1992년 3월 30일  | 인민민족당      |             |
| 7  |      | 퍼시벌 제임스 패터슨 (1935- )   | 1992년 3월 30일  | 2006년 3월 30일  | 인민민족당      |             |
| 8  |      | 포샤 심프슨밀러 (1945- )        | 2006년 3월 30일  | 2007년 9월 11일  | 인민민족당      |             |
| 9  |      | 브루스 골딩 (1947- )            | 2007년 9월 11일  | 2011년 10월 23일 | 자메이카 노동당 |             |
| 10 |      | 앤드류 홀네스 (1972- )          | 2011년 10월 23일 | 2012년 1월 5일   | 자메이카 노동당 |             |
| 11 |      | 포샤 심프슨밀러 (1945- )        | 2012년 1월 5일   | 2016년 3월 3일   | 인민민족당      |             |
| 12 |      | 앤드류 홀네스 (1972- )          | 2016년 3월 3일   | 현재             | 자메이카 노동당 |             |